# Víťova rozhledna
Víťova rozhledna stojí na bezejmenné kótě nedaleko vsi Náčkovice, která je částí obce Lovečkovice v okrese Litoměřice v Ústeckém kraji.

## Popis stavby
Rozhledna byla vybudována na kótě ve výšce 616 m n. m. v roce 2003, oficiálně však byla otevřena až v srpnu roku 2004. Věž je 21 metrů vysoká, vyhlídková plošina se nachází ve výšce 8,5 metrů. Z rozhledny je výhled na oblast severních Čech v okruhu od Teplic, přes Ústí nad Labem., Roudnici nad Labem., Mělník a část Českolipska až k Ještědu.

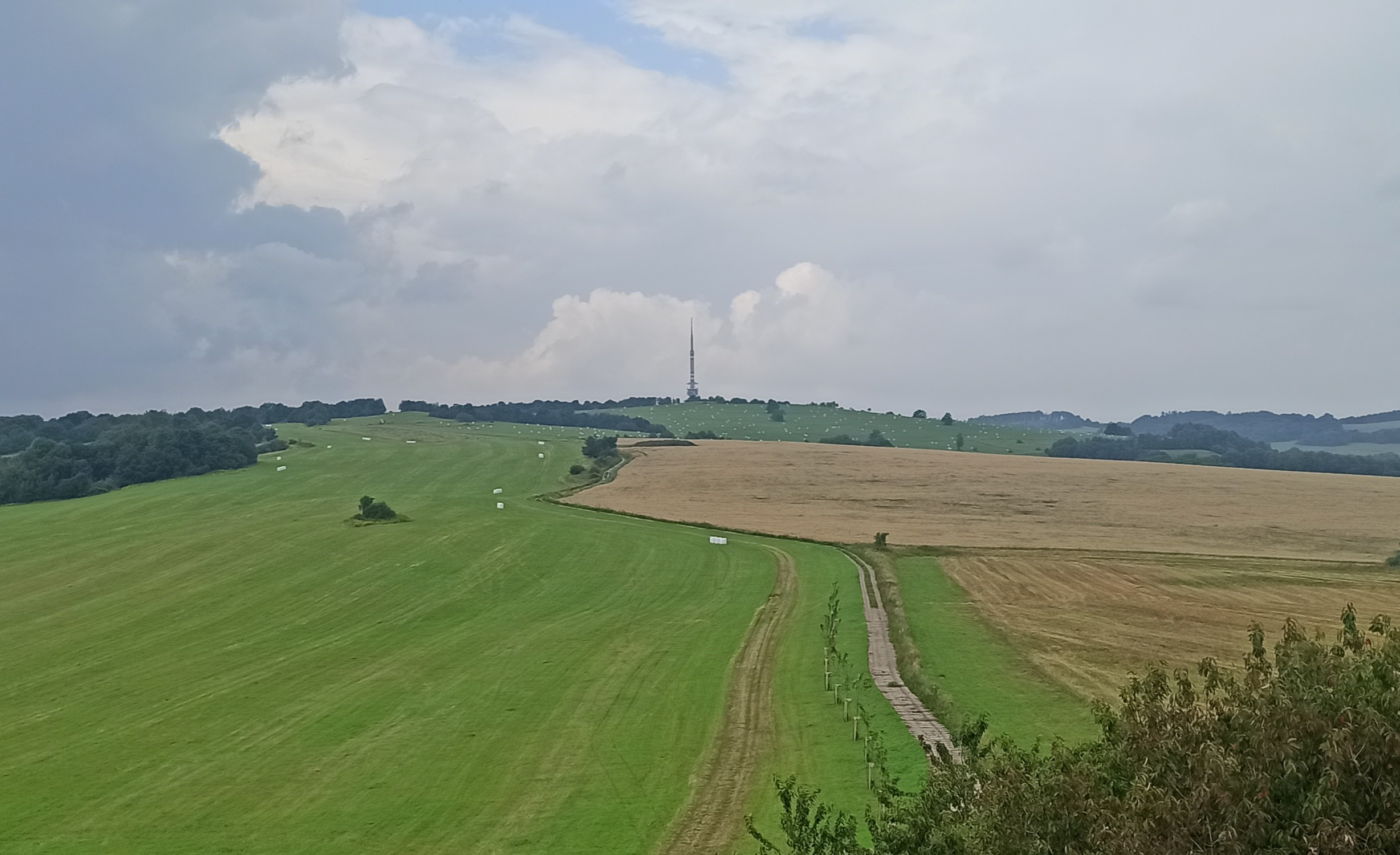
Výhled na západ

## Dostupnost
Rozhledna se nachází u odbočky z místní silnice 24089, spojující vesnice Náčkovice a Mukařov. Na rozhlednu vede žluté turistické značení. Vstup je zpoplatněný, rozhledna je přístupná od pátku do neděle v době od 10 do 17 hodin zpravidla od prvního dubnového víkendu až do konce října.